# فستروغوثية شوكية
الفستروغوثية الشوكية (الاسم العلمي:†Vestrogothia spinata) هي نوع منقرض من مفصليات الأرجل يتبع جنس الفستروغوثية من فصيلة الفستروغوثات.